# Khamis Al-Owairan
Khamis Al-Owairan (arab. خميس العويران الدوسر; ur. 8 września 1973, zm. 7 stycznia 2020) – saudyjski piłkarz. Występował na pozycji pomocnika. Grał w Al-Hilal i Al-Ittihad Club.
Khamis grał w reprezentacji narodowej i był w składzie na mundialu w 1998, 2002 i olimpiadzie w 1996.